# Риджвілл (Індіана)
Риджвілл (англ. Ridgeville) — місто (англ. town) в США, в окрузі Рендолф штату Індіана. Населення — 688 осіб (2020).

## Географія
Риджвілл розташований за координатами 40°17′30″ пн. ш. 85°1′43″ зх. д. / 40.29167° пн. ш. 85.02861° зх. д. (40.291554, -85.028613).  За даними Бюро перепису населення США в 2010 році місто мало площу 1,44 км², з яких 1,44 км² — суходіл та 0,00 км² — водойми.

## Демографія
Згідно з переписом 2010 року, у місті мешкали 803 особи в 323 домогосподарствах у складі 219 родин. Густота населення становила 558 осіб/км².  Було 371 помешкання (258/км²).
Расовий склад населення:
| - 97,4 % — білих - 0,4 % — корінних американців - 0,4 % — азіатів |

До двох чи більше рас належало 1,6 %. Частка іспаномовних становила 0,6 % від усіх жителів.
За віковим діапазоном населення розподілялося таким чином: 28,1 % — особи молодші 18 років, 57,6 % — особи у віці 18—64 років, 14,3 % — особи у віці 65 років та старші. Медіана віку мешканця становила 35,1 року. На 100 осіб жіночої статі у місті припадало 103,3 чоловіків;  на 100 жінок у віці від 18 років та старших — 95,6 чоловіків також старших 18 років.
Середній дохід на одне домашнє господарство  становив 56 616 доларів США (медіана — 38 594), а середній дохід на одну сім'ю — 54 558 доларів (медіана — 46 071). Медіана доходів становила 39 500 доларів для чоловіків та 26 000 доларів для жінок. За межею бідності перебувало 16,2 % осіб, у тому числі 26,4 % дітей у віці до 18 років та 9,2 % осіб у віці 65 років та старших.
Цивільне працевлаштоване населення становило 255 осіб. Основні галузі зайнятості: виробництво — 35,3 %, освіта, охорона здоров'я та соціальна допомога — 14,5 %, роздрібна торгівля — 13,7 %.